# Flask Bay
Die Flask Bay (englisch, norwegisch Flaskevika ‚Flaschenbuch‘) ist eine Bucht an der Ingrid-Christensen-Küste des ostantarktischen Prinzessin-Elisabeth-Lands. Sie liegt nordwestlich der Murphy Rocks im Gebiet der Vestfoldberge.
Das Antarctic Names Committee of Australia übertrug 2011 die deskriptive norwegische Benennung, die in dieser Form auch auf einer russischen Landkarte enthalten ist, ins Englische.